# جاموس الماء البري
جاموس الماء البري أو الجاموس الآسيوي (الاسم العلمي: Bubalus arnee) هو حيوان ثديي من أسرة الأبقار متوطن في شبه القارة الهندية وجنوب شرق آسيا.

## اُنظر أيضاً
- جاموس الماء